# Манастир Рожањ
Манастир Рожањ је манастир Српске православне цркве. Налази се у селу Рожањ, Општина Сапна. Манастирски храм посвећен је Светом пророку Јеремији.

## Историја
Манастир је у 13. вијеку саградио краљ Стефан Драгутин као метох манастира Тавна. Рожањ је грађен када и манастир Ловница. Археолошким истраживањем 1981. године, у поду порушене цркве пронађени су скелети тројице монаха. Како се претпоставља манастир је срушен у 16. вијеку, од стране Турака. Кости тројице монаха данас се чувају у храму Светог Агатоника у Прибоју.
Обнова светиње почела је 2008. године. Темеље је осветио 14. маја 2009. године протојереј-ставрофор Цвико Мојић. Обнову манастира воде свештеници: Зоран С. Илић, Зоран Р. Илић родом из овога мјеста. Храм Светог пророка Јеремије димензија 9х7 метара, живопише у српско-византијском стилу Живорад Илић из Лознице. Иконостас од јеловог дрвета израдио је Мирослав Мићановић из Бољанића, а иконе је осликао академски сликар Миладин Лукић из Бијељине.